# Sentimento antissérvio
O sentimento antissérvio(em sérvio:  антисрпска осећања / antisrpska osećanja) ou serviofobia (србофобија/ srbofobija) é uma visão geralmente negativa dos sérvios. Historicamente, tem sido uma base para a perseguição de sérvios.
Uma forma distinta da serviofobia, que pode ser definida como uma visão geralmente negativa da Sérvia como um estado-nação para os sérvios, enquanto outra forma de antissérvio é uma visão geralmente negativa da República Sérvia, a entidade dos sérvios na Bósnia e Herzegovina .
O proponente histórico mais conhecido do sentimento antissérvio foi o Partido dos Direitos da Croácia nos séculos XIX e XX. Os elementos mais extremos desse partido criaram  os Ustaše, na Iugoslávia, uma organização fascista croata que chegou ao poder do Estado Independente da Croácia durante a Segunda Guerra Mundial e instituiu leis raciais que perseguiam especificamente sérvios, judeus, ciganos e dissidentes. A perseguição aos sérvios nlo Estado Independente da Croácia incluiu genocídio e limpeza étnica em massa dos sérvios e de outras minorias que viviam na região.

## História

### Antes da Primeira Guerra Mundial

#### Século XIX e início do século XX na Croácia Austro-Húngara

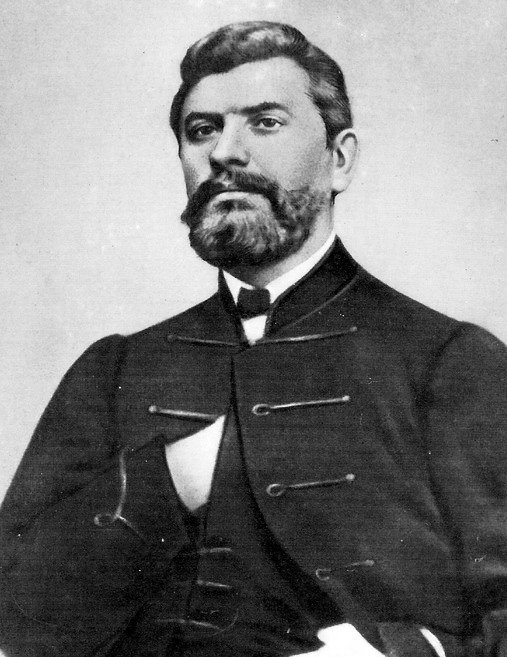
Ante Starčević, conhecido como "pai da pátria" na Croácia

O sentimento antissérvio se formou na Croácia no século XIX, quando parte da intelligentsia croata planejou a criação de uma nação croata. Na época, a Croácia fazia parte do Reino da Hungria, parte integrante da monarquia dos Habsburgo, a Dalmácia e Ístria separavam as terras dos Habsburgo. Ante Starčević, líder do Partido dos Direitos entre 1851 e 1896, acreditava que os croatas deveriam enfrentar seus vizinhos, incluindo os sérvios . Ele escreveu, por exemplo, que os sérvios eram uma "raça impura" e, com o co-fundador do seu partido, Eugen Kvaternik, negou a existência de sérvios ou eslovenos na Croácia, vendo sua consciência política como uma ameaça. Durante a década de 1850, Starčević criou o termo Eslavoservo (em latim: sclavus, servus) para descrever pessoas supostamente prontas para servir governantes estrangeiros, inicialmente usadas para se referir a alguns sérvios e oponentes croatas e depois aplicadas a todos os sérvios por seus seguidores.  A ocupação austro-húngara da Bósnia e Herzegovina em 1878 provavelmente contribuiu para o desenvolvimento do sentimento antissérvio de Starčević, ele acreditava que aumentava as chances de criação de uma Grande Croácia .  David Bruce MacDonald, apresentou uma tese de que as teorias de Starčević só poderiam justificar o etnocídio, mas não o genocídio, porque Starčević pretendia assimilar os sérvios como "croatas ortodoxos" e não exterminá-los. 
Os idéais de Starčević formaram uma base para a política destrutiva de seu sucessor, Josip Frank, advogado e político judeu croata que se converteu ao catolicismo  que liderou numerosos incidentes antissérvios.  Josip Frank seguiu a ideologia de Starčević'.  Ele se opôs a qualquer cooperação entre croatas e sérvios, e Djilas o descreveu como "um importante demagogo antissérvio e o instigador da perseguição de sérvios na Croácia".  Seus seguidores, chamados Frankovci, se tornariam os membros mais ardentes da Ustase.  Sob a liderança de Frank, o Partido dos Direitos tornou-se obsessivamente antissérvio, e esses sentimentos dominaram a vida política croata na década de 1880.  O historiador britânico C. A Macartney afirmou que, devido à "intolerância grosseira" aos sérvios que viviam na Eslavônia, eles tiveram que buscar proteção contra o conde Károly Khuen-Héderváry, a proibição da Croácia-eslavônia, em 1883.  No reinado de 1883 a 1903, a Hungria estimulou a divisão e o ódio entre os sérvios e os croatas para promover sua política de magiarização.  Carmichael escreve que a divisão étnica entre os croatas e os sérvios na virada do século XX foi alimentada por uma imprensa nacionalista e foi "incubada inteiramente na mente de extremistas e fanáticos religiosos, com poucas evidências de que as áreas nas quais os sérvios e os croatas viveram por muitos séculos nas proximidades, como Krajina, eram mais propensos à violência de inspiração étnica".  Em 1902, os principais distúrbios antissérvios na Croácia foram causados por um artigo escrito pelo escritor nacionalista sérvio Nikola Stojanović (1880-1964) intitulado Do istrage vaše ili naše (Até a destruição de você ou de nós) que previa o resultado de um "inevitável" conflito sérvio-croata, que foi publicado na revista Srbobran do Partido Independente Sérvio .
Entre meados do século XIX e início do século XX, havia duas facções na Igreja Católica Croata : a facção progressista que preferia unir a Croácia à Sérvia em um país eslavo progressivo e a facção conservadora que se opunha a isso. A facção conservadora tornou-se dominante no final do século XIX: o Primeiro Congresso Católico Croata, realizado em Zagreb em 1900, era sem reservas sérvofóbico e antiortodoxo.

#### Vilaiete do Cossovo
O sentimento antissérvio no vilaiete do Cossovo cresceu como resultado dos conflitos sérvio-otomano e greco-turco durante o período de 1877-1897. Com a libertação de Vranje, em 1878, milhares de tropas albanesas otomanas e civis albaneses recuaram para a parte oriental da cidade otomana, no vilaiete do Cossovo. Essas pessoas deslocadas eram altamente hostis com os sérvios nas áreas em que se retiraram, devido ao fato de terem sido expulsos da área de Vranje devido ao clonfito sérvio-otomano. Essa animosidade alimentou o sentimento antissérvio, que resultou em albaneses cometerem atrocidades generalizadas, incluindo assassinatos, saques e estupros contra civis sérvios em todo o território, incluindo partes de Pristina e Bujanovac . 
As atrocidades contra os sérvios na região atingiu o pico em 1901, depois que a região foi inundada com armas não devolvidas aos otomanos após a guerra greco-turca de 1897.  albaneses cometeram inúmeras atrocidades, incluindo: massacres, estupros, saques e expulsões de sérvios. na região de Pristina e norte do Kosovo. Pouco sugere que as ações dos albaneses na época constituíam limpeza étnica, na tentativa de criar uma área homogênea livre de sérvios cristãos. 

#### Macedônia Otomana
A Sociedade Contra os Sérvios foi uma organização nacionalista búlgara, estabelecida em 1897 em Salonica, na epóca parte do Império Otomano . Os ativistas da organização eram "centralistas" e "vrhovnistas" dos comitês revolucionários búlgaros (a Organização Revolucionária da Macedônia Interna e o Comitê Supremo da Macedônia-Adrianópolis ) em 1902, haviam matado pelo menos 43 e ferido 52 donos de escolas sérvias, professores, o clero ortodoxo sérvio e outros sérvios notáveis no Império Otomano . búlgaros também usaram o termo "sérvios" para um povo de origem não sérvia, mas com autodeterminação sérvia na Macedônia.

### Primeira Guerra Mundial

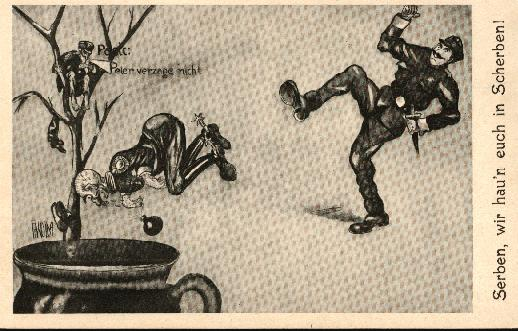
Cartão postal com uma propaganda austro-húngara dizendo "Sérvios, vamos esmagá-lo em pedaços!"

Após as guerras balcânicas entre 1912 á1913, o sentimento antissérvio aumentou na administração austro-húngara da Bósnia. Oskar Potiorek, governador da Bósnia e Herzegovina, fechou muitas sociedades sérvias e contribuiu significativamente para o clima antissérvio antes do início da Primeira Guerra Mundial .
O assassinado do arquiduque Francisco Fernando e Sófia, duquesa de Hohenberg em 1914, levou aos motins antissérvios em Sarajevo, onde croatas e muçulmanos raivosos se envolveram em violência durante a noite de 28 de junho e grande parte do dia em 29 de junho. Isso levou a uma profunda divisão ao longo de linhas étnicas sem precedentes na história da cidade. Ivo Andrić refere-se a este evento como o "frenesi de ódio em Sarajevo". As multidões dirigiram sua raiva principalmente às lojas sérvias, residências de sérvios, à Igreja Ortodoxa Sérvia, escolas, bancos, à sociedade cultural sérvia Prosvjeta e aos escritórios do jornal Srpska riječ . Dois sérvios foram mortos naquele dia. Naquela noite, houve tumultos antissérvios em outras partes do Império Austro-Húngaro como Zagreb e Dubrovnik . No rescaldo do assassinato de Sarajevo, o sentimento antissérvio aumentou em todo o Império Habsburgo. A Áustria-Hungria prendeu e extraditou cerca de 5.500 sérvios proeminentes, sentenciou 460 à morte e estabeleceu a milícia Schutzkorps, predominantemente muçulmana , que continuou a perseguir sérvios.
O assassinato em Sarajevo se tornou o casus belli da Primeira Guerra Mundial.  Aproveitando-se de uma onda internacional de repulsa contra esse ato de "terrorismo nacionalista sérvio", a Áustria-Hungria deu à Sérvia um ultimato que levou à Primeira Guerra Mundial. Embora os sérvios da Áustria-Hungria eram cidadãos leais cuja maioria participou de suas forças durante a guerra, o sentimento antissérvio se espalhou sistematicamente e sérvios étnicos foram perseguidos em todo o país.  Áustria-Hungria logo ocupou o território do Reino da Sérvia, incluindo o Kosovo, aumentando o já intenso sentimento anti-sérvio entre os albaneses cujas unidades voluntárias foram estabelecidas para reduzir o número de sérvios no Kosovo.  Um exemplo cultural é o jingle "Alle Serben müssen sterben" ("Todos os sérvios devem morrer"), popular em Viena em 1914. (Também era conhecido como "Serbien muß sterbien").
As ordens emitidas em 3 e 13 de outubro de 1914 proibiram o uso de cirílico sérvio no Reino da Croácia-Eslavônia, limitando-o ao uso em instruções religiosas. Em 3 de janeiro de 1915, foi aprovado um decreto que proibia completamente o cirílico sérvio em uso público. Uma ordem imperial em 25 de outubro de 1915 proibiu o uso de cirílico sérvio no condomínio da Bósnia e Herzegovina, exceto "no âmbito das autoridades da Igreja Ortodoxa da Sérvia".

### Período entre guerras

#### Itália fascista
Na década de 1920, os italianos fascistas acusaram os sérvios de terem "impulsos atávicos . Uma alegação antissemita era a de que os sérvios faziam parte de uma "conspiração internacionalista judaica social-democrática e maçônica ".

#### Croatas no Reino da Iugoslávia
As relações entre croatas e sérvios foram enfatizadas no início da Iugoslávia.  Os opositores à unificação iugoslava da elite croata retratavam os sérvios negativamente, como hegemonistas e exploradores, introduzindo sérvofobias na sociedade croata.  Foi relatado que em Lika havia uma tensão séria entre croatas e sérvios.  No pós-guerra de Osijek, o chapéu Šajkača foi banido pela polícia, mas o boné austro-húngaro foi usado livremente e, no sistema escolar e judicial, os sérvios ortodoxos eram chamados de "gregos e orientais".  Houve segregação voluntária em Knin . 
Um estudo realizado  1993  nos Estados Unidos afirmou que as políticas centralistas de Belgrado para o Reino da Iugoslávia levaram a um aumento do sentimento antissérvio na Croácia.

### Segunda Guerra Mundial

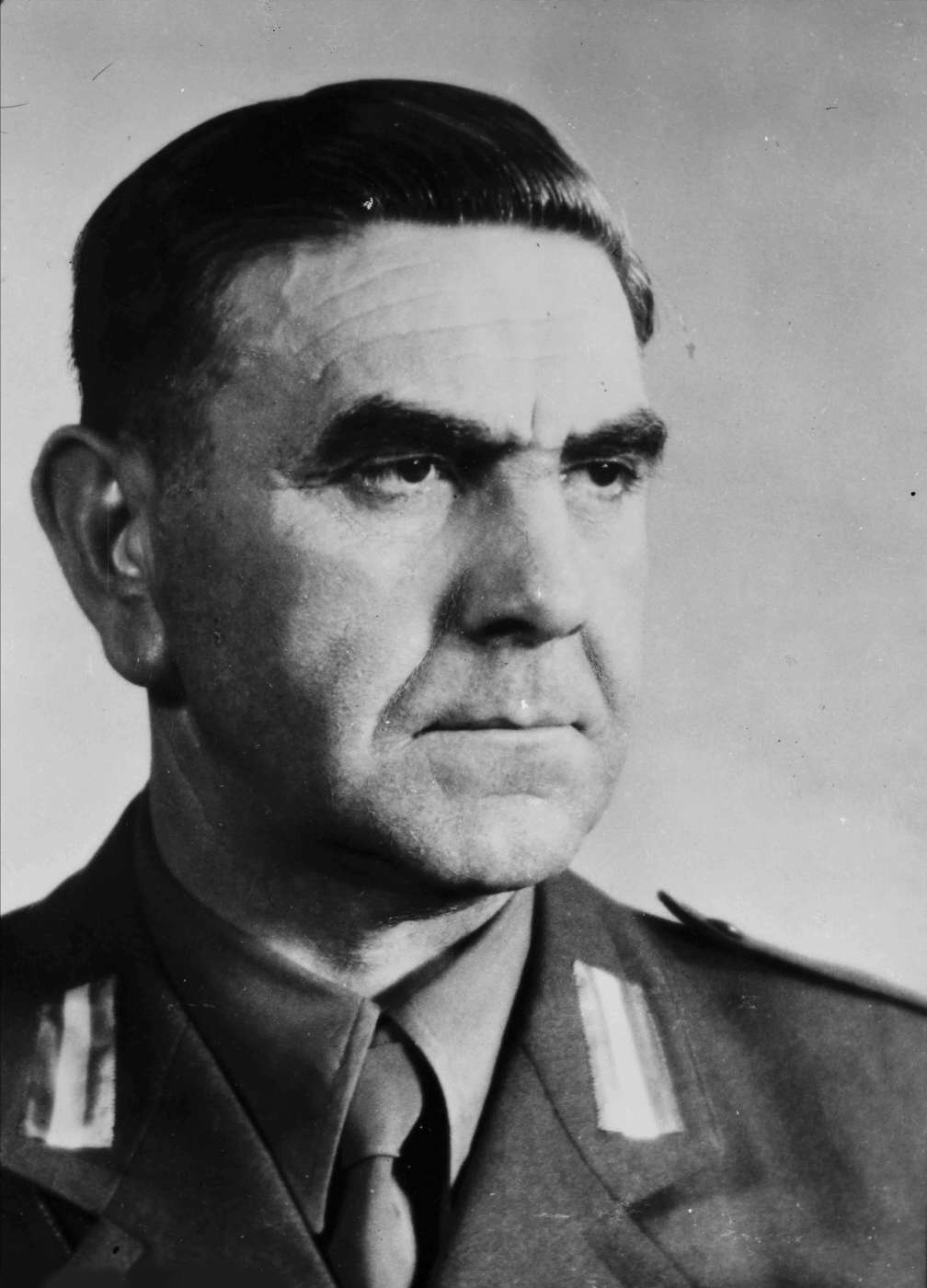
Ante Pavelić, líder da cruel Ustase antissérvia.

#### Alemanha nazista
Sérvios, assim como outros eslavos (principalmente polacos e russos), bem como povos não eslavos (como judeus e ciganos) não eram considerados arianos pela Alemanha nazista. Em vez disso, eram consideradas raças sub-humanas, inferiores ( Untermenschen ) e estrangeiras e, como resultado, não eram consideradas parte da raça mestre ariana.    Sentimentos antissérvios cada vez mais infiltrou-se no nazismo alemão após a nomeação de Adolf Hitler como chanceler em 1933. As raízes desse sentimento podem ser encontradas em sua infância em Viena, e quando ele foi informado sobre o golpe de estado na Igoslávia que foi conduzido por um grupo de oficiais sérvios pró-ocidentais em março de 1941, ele decidiu punir todos os sérvios como os principais inimigos de sua nova ordem nazista.  O ministério de propaganda de Joseph Goebbels, com o apoio da imprensa búlgara, italiana e húngara, recebeu a tarefa de estimular sentimentos antissérvios entre croatas, eslovenos e húngaros .  A propaganda das potências do Eixo acusou o grupo de perseguir minorias e estabelecer campos de concentração para alemães, a fim de justificar um ataque à Iugoslávia e à Alemanha nazista, retratando-se como uma força que salvaria o povo iugoslavo da ameaça do nacionalismo sérvio. O Reino da Iugoslávia foi invadido e ocupado pelas potências do Eixo.

#### Estado independente da Croácia e os Ustase

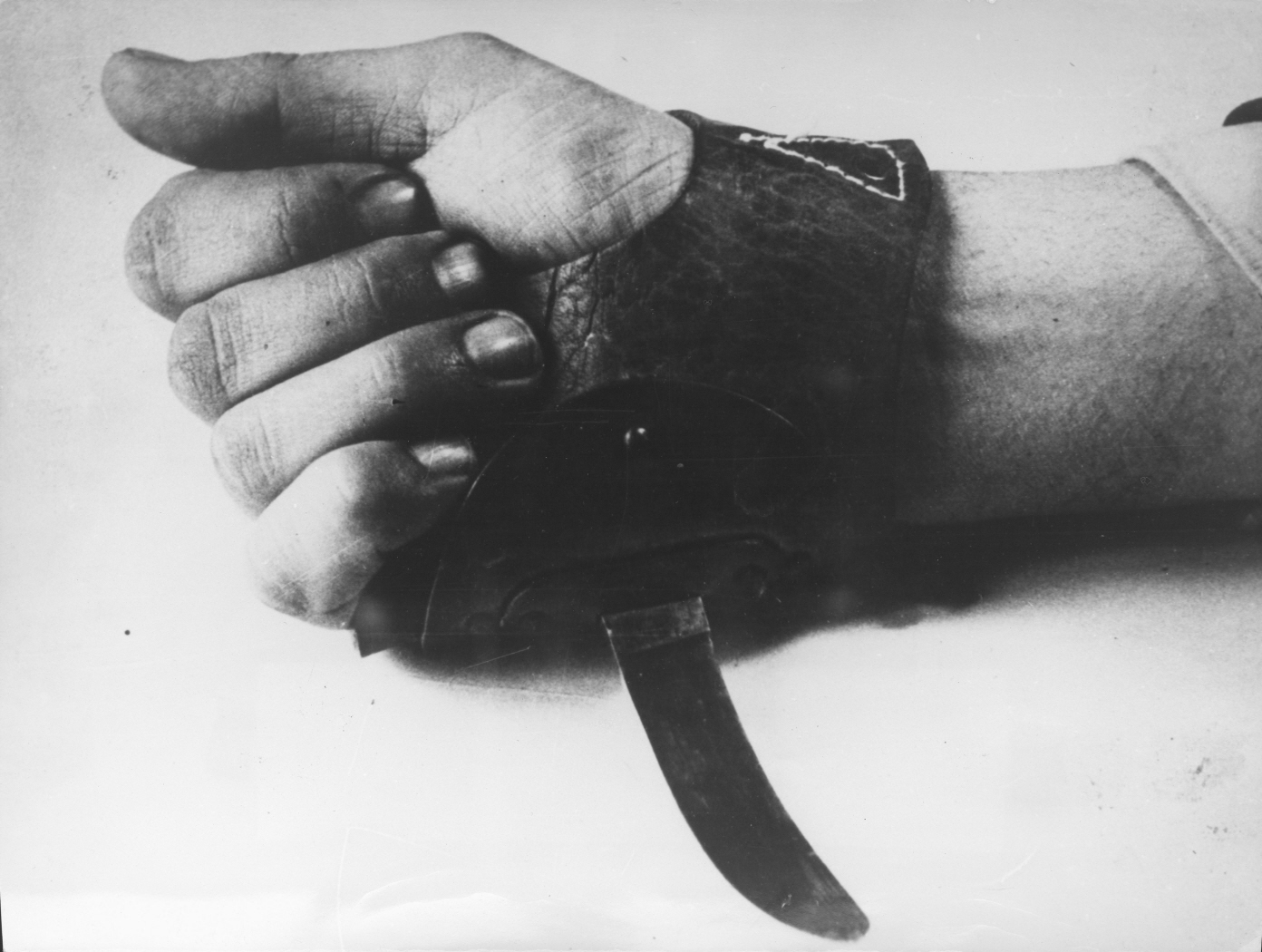
Uma faca apelidada de " Srbosjek " ou "cortadora de sérvios", amarrada à mão, usada pela Milícia Ustaše para a rápida matança de presos em Jasenovac.

A ocupação do Eixo á Sérvia permitiu que os Ustase, uma organização fascista e terrorista croata implementasse sua ideologia antissérvia extrema no Estado Independente da Croácia .  Seu sentimento antissérvio era racista e genocida . O novo governo croata adotou leis raciais, semelhantes às da Alemanha nazista, e as apontou para judeus, ciganos e sérvios, que foram todos definidos como "estrangeiros fora da comunidade nacional" e perseguidos durante a Segunda Guerra Mundial em todo o Estado Independente da Croácia (NDH). Entre 100.000 e 700.000 sérvios foram mortos na Croácia pelos Ustaše e seus aliados do Eixo. No geral, o número de sérvios que foram mortos na Iugoslávia durante a Segunda Guerra Mundial foi de cerca de 350.000, a maioria dos quais foram massacrados por vários fascistas. Muitos historiadores e autores descrevem os assassinatos em massa dos sérvios pelo regime Ustaše como cumprindo a definição de genocídio, incluindo Raphael Lemkin, conhecido por cunhar a palavra genocídio e iniciar a Convenção do genocídio . O campo de concentração de Sisak foi criado em 3 de agosto de 1942 pelos  Ustaše após a ofensiva de Kozara e foi especialmente formado para matar crianças .

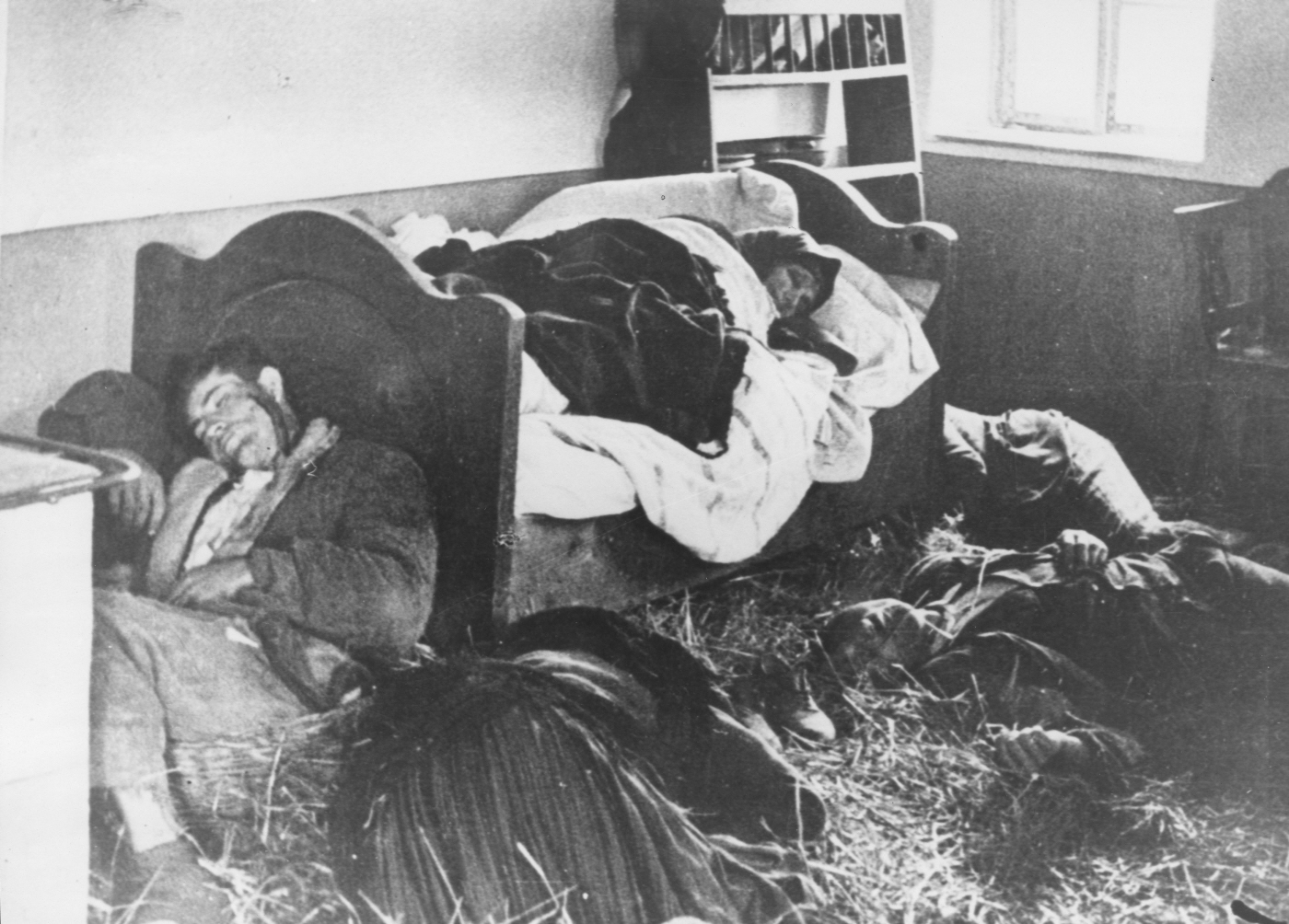
Uma família sérvia inteira é assassinada em sua casa após um ataque da milícia Ustase, 1941.

Alguns padres da Igreja Católica croata participaram desses massacres e na conversão em massa dos sérvios para o catolicismo.  Durante a guerra, cerca de 250.000 pessoas da fé ortodoxa que viviam no território do NDH foram forçadas ou coagidas a se converter ao catolicismo pela Ustase. Uma das razões para a estreita cooperação de uma parte do clero católico foi sua posição antissérvia.

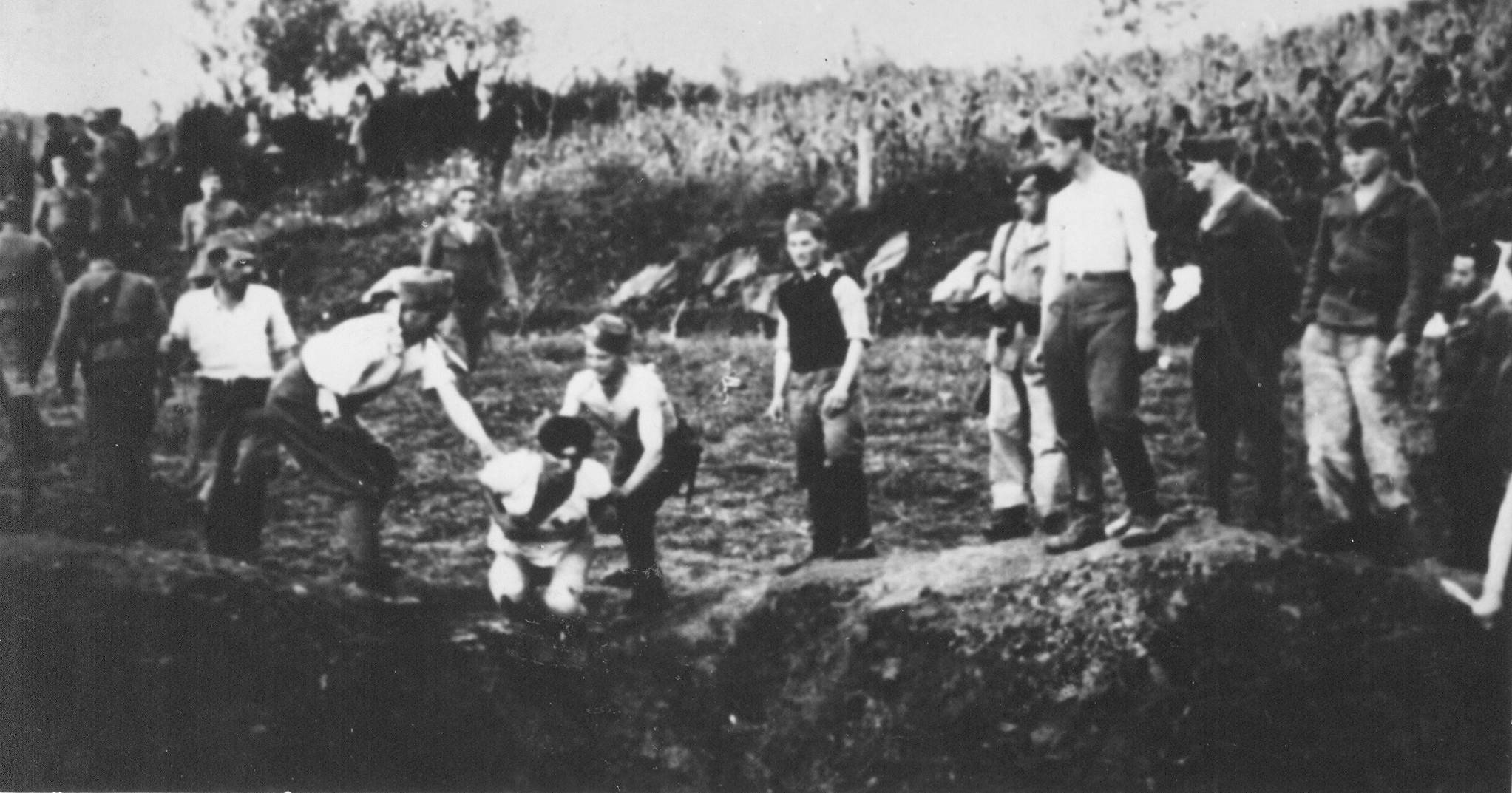
Os Ustaše executam sérvios e judeus em Jasenovac como parte do genocídio sérvio

#### Albânia
Xhafer Deva recrutou albaneses do Kosovo para se juntarem à Waffen-SS .  A 21ª Divisão de Montanha Waffen SS Skanderbeg (1.ª albanêsa) foi formada em 1 de maio de 1944,  composta por albanese, nomeados em homenagem ao herói nacional albanês Skanderbeg que lutou contra os otomanos no século XV.  A divisão tinha uma força de 6.500 homens no momento de sua criação  e era mais conhecida por assassinar, estuprar e saquear áreas predominantemente sérvias do que por participar de operações de combate.  Com a iminente vitória dos aliados nos Bálcãs, Deva e seus homens tentaram comprar armas da retirada de soldados alemães, a fim de organizar uma "solução final" da população eslava no Kosovo. Nada disso aconteceu porque os poderosos partisans iugoslavos impediram a limpeza étnica em grande escala dos eslavos. 

### Após a Segunda Guerra Mundial
Quase quatro décadas depois, no rascunho de 1986 do Memorando da Academia Sérvia de Ciências e Artes, manifestou-se de preocupação de que a sérvofobia, juntamente com outras coisas, pudesse provocar a restauração do nacionalismo sérvio com consequências perigosas. A crise econômica iugoslava de 1987, e diferentes opiniões dentro da Sérvia e outras repúblicas sobre quais eram as melhores maneiras de resolvê-la, exacerbaram o crescente sentimento antissérvio entre os não-sérvios, mas também aumentaram o apoio sérvio ao nacionalismo sérvio.

### Desintegração da Iugoslávia

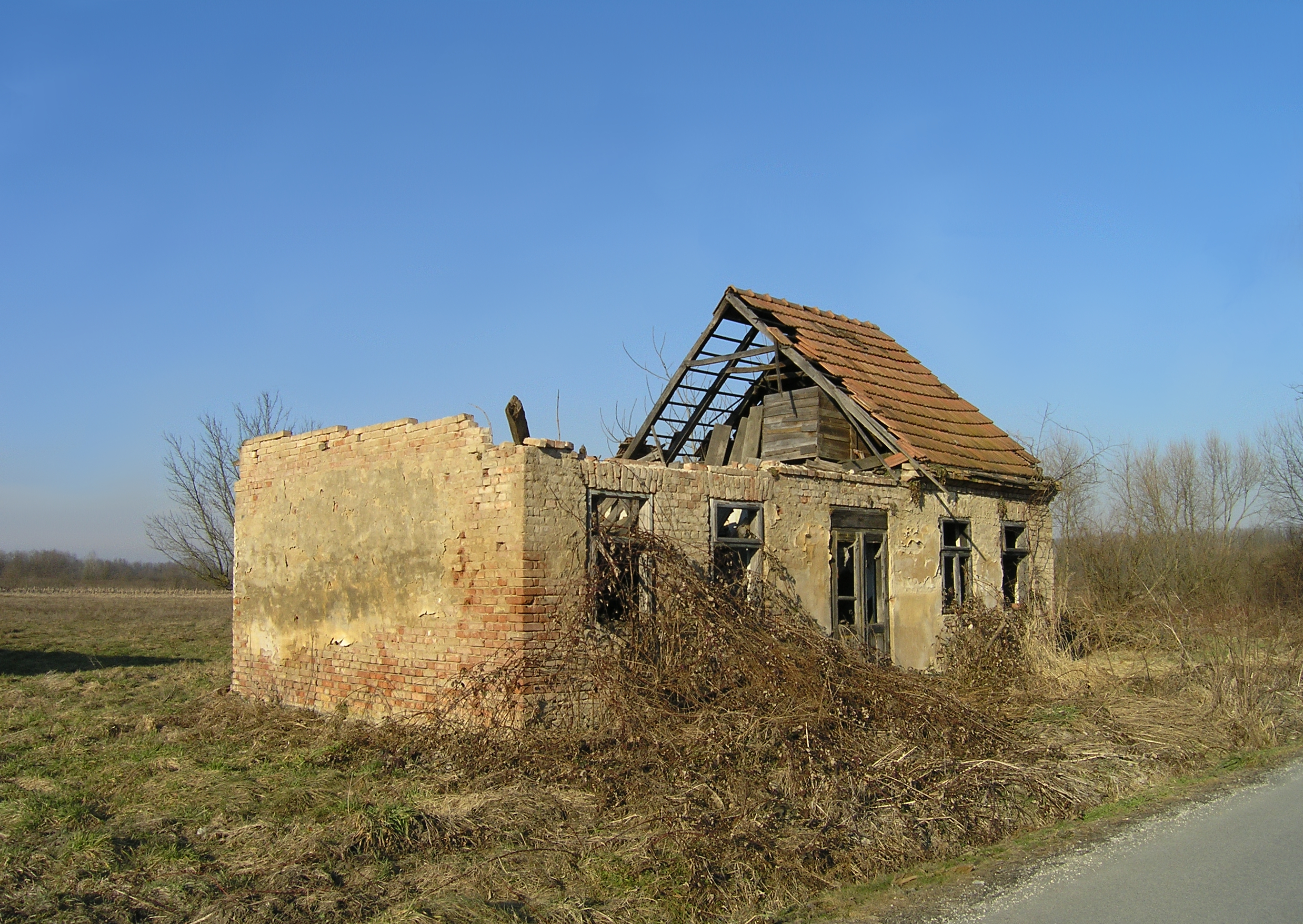
Casa de sérvios destruída na Croácia. A maioria dos sérvios da krajina fugiram durante a Operação Tempestade

Durante as guerras iugoslavas nos anos 90, o sentimento antissérvio inundou a Croácia, Bósnia e Kosovo  e, devido à sua independência e associação histórica com a sérvofóbia, os Ustaše às vezes serviria de símbolo de mobilização para as pessoas que pretendiam proclamar aversão à Sérvia. Também funcionou vice-versa. E embora o nacionalismo sérvio da época seja bem conhecido, o sentimento antissérvio estava presente entre todas as nações não sérvias da Iugoslávia durante seu rompimento. O bookocide de obras escritas em sérvio ocorreu na Croácia, com 2,8 milhões de livros destruídos.
Em 1997, a República Federal da Iugoslávia apresentou alegações ao Tribunal Internacional de Justiça de que a Bósnia e Herzegovina era responsável pelos atos de genocídio cometidos contra os sérvios na Bósnia e Herzegovina, incitados por sentimentos anti-sérvios comunicados por todas as formas do meios de comunicação. Por exemplo, o Novi Vox, um jornal para jovens muçulmanos, publicou um poema intitulado "Canção Patriótica" com os seguintes versos: " Querida mãe, vou plantar salgueiros; penduraremos sérvios deles; Querida mãe, eu ' vou afiar facas; em breve encheremos os buracos novamente. " O jornal Zmaj od Bosne publicou um artigo com uma frase dizendo " Cada muçulmano deve nomear um sérvio e prestar juramento para matá-lo " .  A estação de rádio Hajat transmitiu "pedidos públicos pela execução dos sérvios".
No verão de 1995, o presidente francês Jacques Chirac . foi criticado porque, comentando a Guerra da Bósnia, ele chamou os sérvios de "uma nação de ladrões e terroristas". O sentimento antissérvio permaneceu amplamente presente no Reino Unido e em outros estados europeus por muitos anos após o término das guerras iugoslavas.
Fora dos Bálcãs, Noam Chomsky observou que não apenas o governo Sérvio, mas também o povo, foram insultados e ameaçados. Ele descreveu o jingoísmo como "um fenômeno que não vi na minha vida desde que a histeria surgiu sobre ' os japas ' durante a Segunda Guerra Mundial".
Em uma assinatura de livro de 2012 em Praga, Madeleine Albright, secretária de Estado dos Estados Unidos durante o bombardeio da OTAN na Iugoslávia, recebeu reação de uma organização tcheca pró-sérvia cujos manifestantes levaram fotos de vítimas sérvias da Guerra do Kosovo . Ela foi filmada respondendo a eles dizendo "sérvios nojentos, saiam!"

## Questões contemporâneas e recentes
Em um jogo de futebol entre o Kosovo e a Croácia disputado na Albânia em outubro de 2016, os fãs cantaram slogans assassinos contra os sérvios. Ambos os países enfrentam audiências da FIFA devido ao incidente. Os torcedores croatas e ucranianos divulgaram mensagens de ódio contra sérvios e russos durante uma partida de suas seleções na eliminatória da Copa do Mundo de 2018.

## Críticas e controvérsias
Alguma controvérsia com o termo supostamente corresponde à sua interação com o revisionismo histórico percebido praticado pelo governo de Slobodan Milošević na década de 90 e seus apologistas posteriores, e a afirmação de que os escritores sérvios construíram o "mito da sérvofobia" como "um antissemitismo a Sérvios, tornando-os vítimas ao longo da história. " De acordo com MacDonald, na década de 80, os sérvios começaram a se comparar cada vez mais aos judeus como vítimas da história mundial, que envolviam eventos históricos trágicos, desde a Batalha de Kosovo em 1389 até a Constituição Iugoslava de 1974, já que todos os aspectos da história eram vistos como mais um. exemplo de perseguição e vitimização de sérvios nas mãos de forças negativas externas. A associação com o sofrimento judaico provavelmente está ligada ao campo de extermínio croata Jasenovac, onde estima-se que entre 50.000 e 70.000 sérvios foram mortos em circunstâncias extremamente cruéis, junto com outros presos judeus e ciganos . Os fatos históricos disputados do campo são objeto de alegações de " negação do holocausto " pelas autoridades croatas.